# Argynnis lapponica
Argynnis lapponica är en fjärilsart som beskrevs av Eugen Johann Christoph Esper 1790. Argynnis lapponica ingår i släktet Argynnis och familjen praktfjärilar. Inga underarter finns listade i Catalogue of Life.